# Vincent Sanford
Vincent Laron Sanford III (Lexington, Kentucky, 5 de diciembre de 1990) es un jugador de baloncesto estadounidense que pertenece a la plantilla del Pallacanestro Forlì 2.015 de la Kauhajoki Karhu finlandesa. Con 1,91 metros de estatura, juega en la posición de escolta.

## Trayectoria deportiva
Es un ala-pívot formado a caballo entre  Georgetown Hoyas y Dayton Flyers y tras no ser drafteado en 2012, daría el salto al baloncesto europeo, en concreto a Islandia en las filas del Thor Thorl primero y después jugaría en Alemania, en el s.Oliver Würzburg. En la temporada 2016-17, alternaría el primer equipo de la BBL con el filial de la BBL-2 alemana.
En 2017 firmaría con el Olympique d'Antibes para jugar en la Pro A francesa.